# Canal de Tiniã

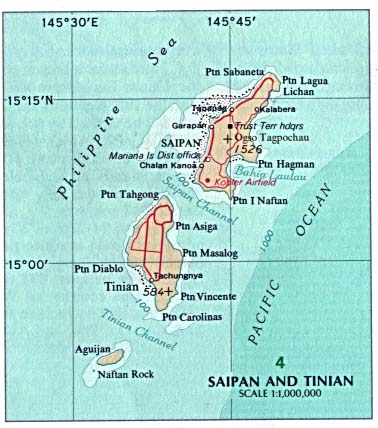
Mapa das ilhas Saipã, Tiniã e Aguijã, com a localização do canal entre Tiniã e Aguijã

O canal de Tiniã (Tinian) é um estreito com cerca de 8 km de largura que separa as ilhas Tiniã e Aguijã, nas Ilhas Marianas do Norte, ambas pertencentes ao município  de Tiniã